# 萧城遗址
萧城遗址，位于山东省聊城市冠县北馆陶镇萧城村，2006年12月7日公布为山东省文物保护单位，2013年3月5日公布为第七批全国重点文物保护单位。